# 텐키 레커
텐키 레커(Tenki Réka, 1986년 6월 18일 ~ )는 헝가리의 배우이다. 2018 베를린 국제 영화제 슈팅스타상 공동수상자이다.

## 작품 목록
- 우리는 같은 꿈을 꾼다 (2017)